# Мансампюи
Мансампюи́ (фр. Mansempuy) — коммуна во Франции, находится в регионе Юг — Пиренеи. Департамент — Жер. Входит в состав кантона Мовзен. Округ коммуны — Кондом.
Код INSEE коммуны — 32229.

## География

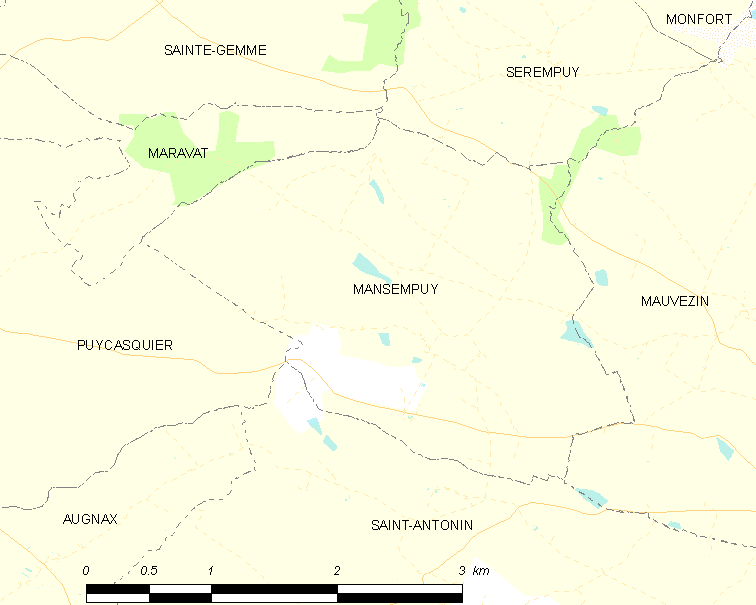
Карта коммуны

Коммуна расположена приблизительно в 590 км к югу от Парижа, в 55 км западнее Тулузы, в 22 км к северо-востоку от Оша.
По территории коммуны протекают реки Бараж (фр. Barage) и Орб.

## Климат
Климат умеренно-океанический. Лето жаркое и немного дождливое, температура часто превышает 35 °С. Зимой часто бывает отрицательная температура и ночные заморозки. Годовое количество осадков — 700—900 мм.

## Население
Население коммуны на 2010 год составляло 82 человека.
| 1962 | 1968 | 1975 | 1982 | 1990 | 1999 | 2010 |
| ---- | ---- | ---- | ---- | ---- | ---- | ---- |
| 96   | 85   | 81   | 73   | 62   | 53   | 82   |

## Администрация
| Период | Период | Фамилия       | Партия | Примечания |
| ------ | ------ | ------------- | ------ | ---------- |
| 2001   | 2014   | Жильбер Юльян |        |            |
| 2014   | 2020   | Оливье Бакс   |        |            |

## Экономика
В 2010 году среди 45 человек трудоспособного возраста (15-64 лет) 36 были экономически активными, 9 — неактивными (показатель активности — 80,0 %, в 1999 году было 71,9 %). Из 36 активных жителей работали 36 человек (19 мужчин и 17 женщин), безработных не было. Среди 9 неактивных 1 человек был учеником или студентом, 6 — пенсионерами, 2 были неактивными по другим причинам.